# Haven van Skagen

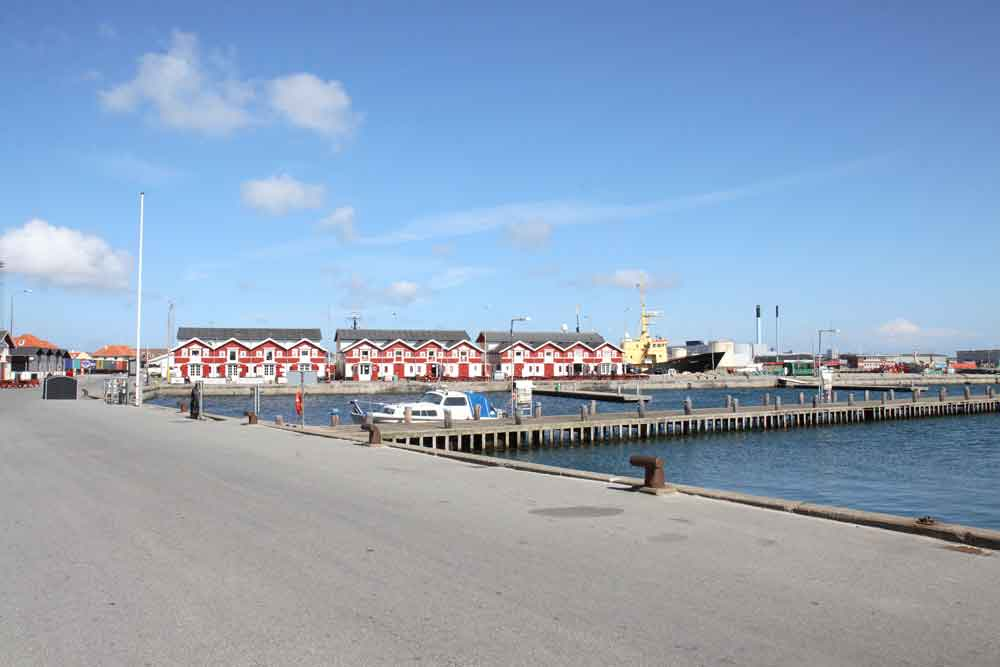
Haven van Skagen

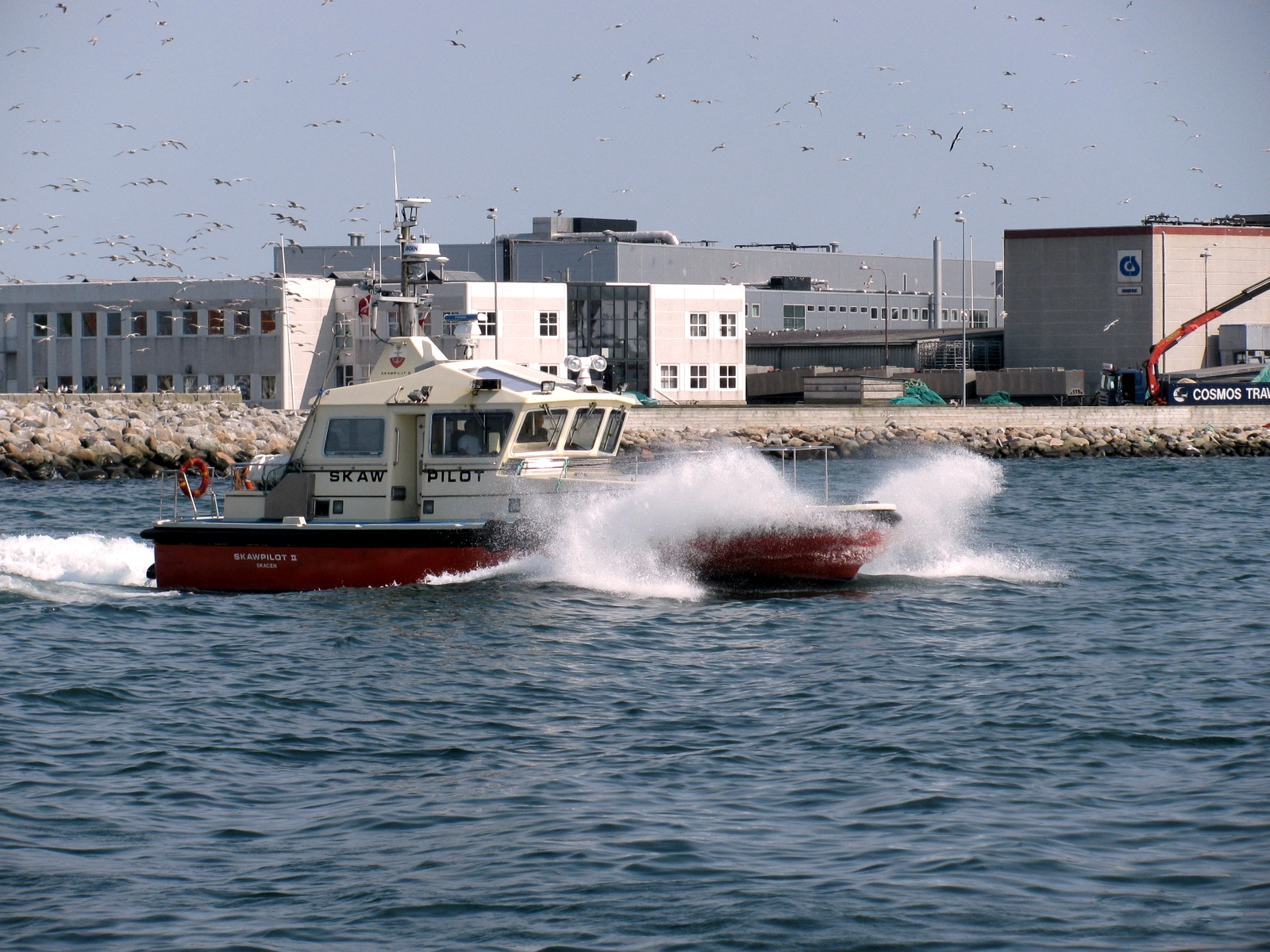
Haven van Skagen

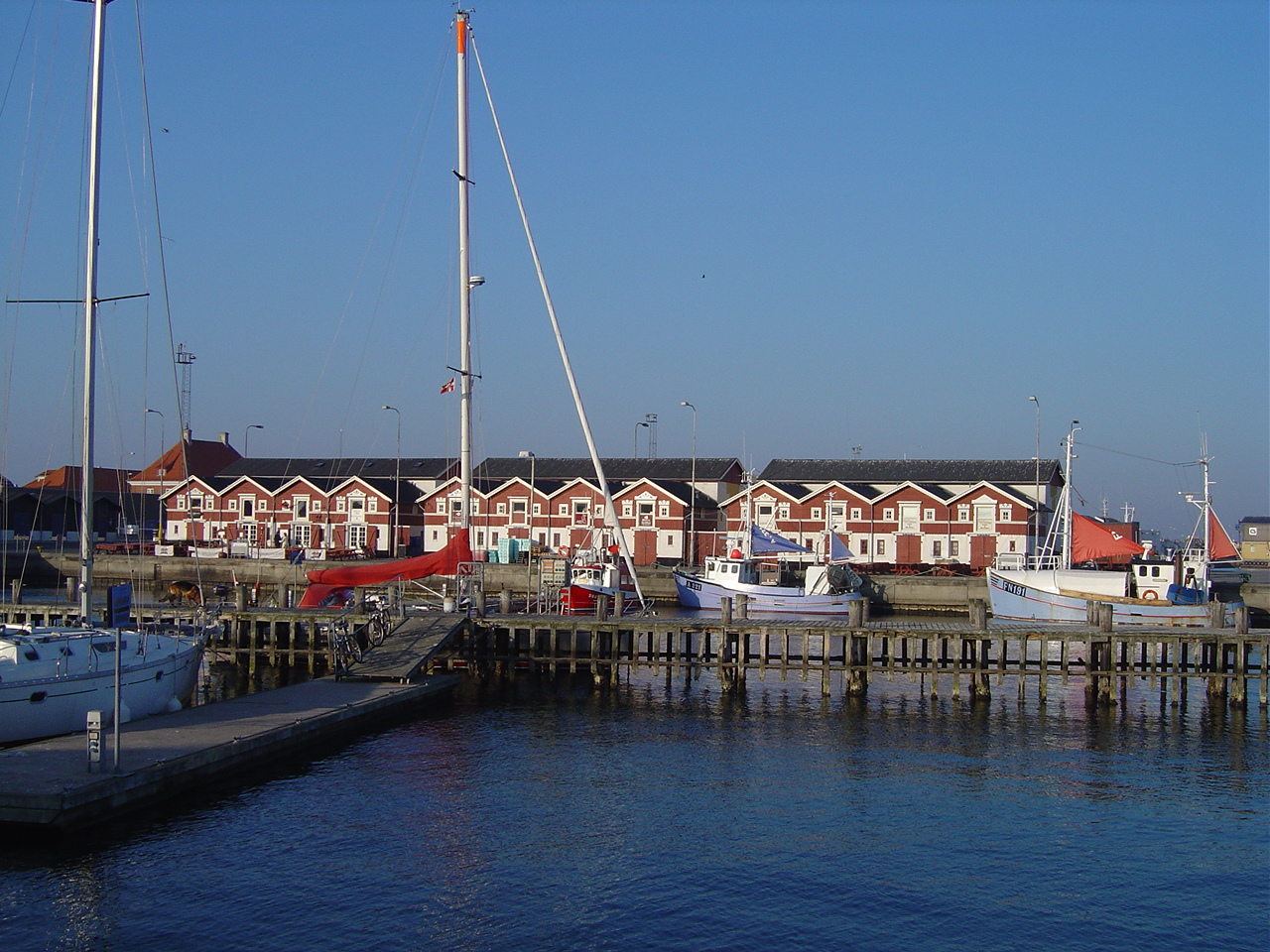
Huizen in de haven van Skagen

De haven van Skagen (Deens: Skagen Havn) is de haven van de Deense plaats Skagen op de uiterste noordpunt van het eiland Vendsyssel-Thy ten noorden van Jutland, en ligt daarmee precies op de grens van het Skagerrak en het Kattegat. De aanleg van de haven van Skagen werd in 1904 begonnen en 3 jaar later werd de haven officieel in gebruik genomen. In de daaropvolgende 100 jaar is er veel veranderd.

## Geschiedenis[1][2]
De haven van Skagen heeft sinds het begin gestreefd naar vooruitgang en heeft zich vervolgens ook aangepast aan de behoefte van de visafslag. Nieuwe kades, havengedeelten en diepgang volgden elkaar snel op.

#### Het begin
Op 26 januari 1904 werd een uitnodiging tot inschrijving voor de bouw van de haven rondgestuurd. De offerte met het laagste bod, afkomstig van Gunnarson & Søn og Elzelingen, was voor 1.430.283 Deense kronen. Hiermee verwierf het bedrijf het voorrecht de haven aan te leggen. Dat werd in februari 1904 begonnen. Tevens werden er magazijnen gebouwd voor de visafslag, woonruimten voor de havenmeester en voor de Deense architect Hack Kampmann.
De buitenste pieren bogen naar elkaar toe, waardoor een 60 meter brede havenmond toegang verschafte tot een wateroppervlakte van iets minder dan 160.000 m². De haven werd opgesplitst door twee transversale pieren - een in het westen van ruim 300 meter lengte en een kortere van 45 meter in het oosten van de haven. Er was een entree van 40 meter in de breedte tussen de buitenste en binnenste havengebieden. De diepte van de haven werd 3-4 meter.

#### 1907-1932
Toen op 19 november 1907 de kanonneerboot "Krieger", op een signaal van koning Frederik VIII van Denemarken, het koord tussen de havenhoofden doorsneed, en de haven dus officieel inhuldigde, was de haven reeds in gebruik genomen. De eerste vier vismagazijnen werden in 1908 in gebruik genomen. Deze waren door de Deense architect Thorvald Bindesbøll ontworpen.

#### 1932-1957
Op de vijfentwintigste verjaardag van de haven werd een standbeeld onthuld van de Fiskeren og Redningsmanden die door de kunstenares Anne Marie Carl Nielsen was vervaardigd. In februari 1935 kondigde Friis Skotte, minister van Verkeer, aan dat een bedrag van 900.000 DKK. was gereserveerd voor de uitbreiding van de haven naar het oosten. Het project omvatte een 100X200-meter bassin met een diepte van 4,5 meter die vooral was ontworpen voor de visafslag. In 1938 werd tevens een nieuw veilinghuis opgeleverd, dat door aannemer Bodilsen was gebouwd. Het gebouw was 100 meter lang en 12 meter breed. Het was uitgerust met dakramen en zeven telefooncellen. Het merendeel van de werkplaatsen van de vissers werd gebouwd aan de oostkant van de nieuwe haven. De kartonfabriek bleef op haar locatie, dicht bij de haven. Er werden ook verblijfplaatsen gerealiseerd voor de havenwerkers. Het oostelijke havengebied was nauwelijks gerealiseerd toen de uitbreiding naar het westen op de agenda kwam. Hoewel in 1943 een project werd goedgekeurd van 7.000.000 DKK. zorgde de Tweede Wereldoorlog ervoor dat die plannen niet uitgevoerd konden worden. Na de oorlog kwam het project wederom op de agenda, maar het ministerie van Verkeer was nu niet zo welwillend. Pas in 1951 lukte het om de minister van Verkeer S.P. Larsen naar Skagen te lokken zodat hij met eigen ogen de chaotische toestanden en vooral het plaatsgebrek in Skagen Havn kon aanschouwen. Het jaar daarop kwam dan ook de toestemming van het ministerie om de haven uit te breidden en werd er meteen aan begonnen. Het budget was inmiddels verhoogd naar 11.000.000 DKK. Het havengebied werd met 90.000 m² naar het westen uitgebreid waarmee de haven haar capaciteit verdubbelde. Bij de oplevering in 1957 was het de meest moderne haven van Denemarken. Het wateroppervlak werd uitgebreid met 70.000 m² en het havenoppervlak met 90.000 m², er was nu 1200 meter kade bijgebouwd en een bassin voor de drijfnetvisserij werd opgeleverd.

#### 1957-1982
In de loop van de jaren zestig steeg het aantal kotters naar iets minder dan 400 vaartuigen die thuishoorden in de haven van Skagen. In 1964 werd een nieuw veilinghuis in gebruik genomen dat tussen het veilingskantoor en het gebouw van de visserijcontrole was gebouwd. Tevens begon men dat jaar met de uitbreiding van de haven aan de oostkant. Er was 35.000.000 DKK. voor het project opzijgezet. Er werd 2,5 km kade aangelegd. De uitbreiding bedroeg een wateroppervlak van 14 ha. en een havenoppervlak van 120 ha. Dit project werd in 19179 opgeleverd.

#### 1982-2007
In 1985 werd het noordelijke bassin, het auktionsbassin (Veilingbassin), en de toeloop van de voorhaven tot 7 meter diepte uitgegraven. In 1991 werd Vesthavnen en het mellembassin tot 6 meter diepte uitgediept. Twee jaar later werd Vesthavnen verder uitgediept tot 7 meter samen met een deel van het Østbassin dat bij Fragtkajen tot 8,5 meter werd uitgediept. De Deense staat verkocht in 2001 Skagen Havn aan de gemeente Skagen en de haven werd tot zelfstandig bedrijf ingericht.
In 2005 stond er wederom een uitbreiding op de agenda. Ditmaal werd een 300 meter lange kade aangelegd in het Østbassin 2 (van 1964). Tevens werd dit deel alsook de toeloop ervan uitgediept tot 9 meter diepte. Dit kostte de haven 12,500.000 DKK. Jarenlang werden er verzoeken ingediend voor een terrein waar de vissers hun sleepnetten konden repareren, en in 2006 werd dan ook een nieuw terrein voor dit doel aangelegd. Het terrein is 138 meter lang en beslaat een gebied van 4.000 m².
In 2006 begon Karstensens Skibsværft met de aanleg van een droogdok. Deze werd in de loop van 2007 opgeleverd en besloeg een lengte van 135 meter en was 25 meter breed. De diepte is hier tussen de 6,5 en 8,5 meter diep. Hier kunnen schepen met maximaal 8.000 ton terecht. Het prijskaartje van dit project was 13.000.000 DKK. Tevens werd er wederom een terrein van 110.000 m² ten westen van de haven aangelegd, waarmee de haven wederom een verhoogde capaciteit kon aanbieden. Dit project begon in het najaar van 2006 en werd door onder andere Per Aarsleff A/S en VG Entreprenør A/S gerealiseerd. Rohde Nielsen A/S stond voor de levering van 800.000 m3 zand dat ongeveer 3 nmi. Het werd in 2007 opgeleverd. Tezamen kostte het project 70.000.000 DKK.
In 2007 werd het Østrebassin 1 (van 1957) uitgediept. Skagen Pelagic A/S bouwt een nieuw pand aan de Tobiskajen waar de aangeleverde vis direct vanuit de vissersschuiten de fabriek in kan worden gepompt. 300 meter kade wordt aangelegd, en de diepte wordt 8 meter. Het project kostte 16.400.000 DKK.

#### 100 jaar
Kroonprins Frederik van Denemarken stond op 11 juli 2007, net als zijn overgrootvader koning Frederik VIII van Denemarken, voor de opening van de haven in dit jubileumjaar. Ook de minister van voedingswaren was hier aanwezig. De opening werd verricht, op dezelfde plaats als 100 jaar eerder, op de trap van de woning van de havenmeester. In de periode juli - september werden verschillende activiteiten georganiseerd.
- Expositie: "Skagen Havn - 100 år i film og billeder" (De haven van Skagen - 100 jaar in film en afbeeldingen)
- Inwijding van Pelagic Skagen A/S
- Dexia FARR 40 Skagen Race
- Officiële inwijding van de nieuwe havenuitbreiding
- Skagen Havn 100 års jubilæumsbog (De haven van Skagen 100 jaar jubileumboek)
- Ter afsluiting werd een havenfeest georganiseerd voor alle havenbedrijven

#### 2008-heden
In 2006 verzocht Skagen Havn S/I een adviesbedrijf, genaamd Rambøll, om een analyse te maken van Veilinghal 2 zodat deze geoptimaliseerd kon worden. Hieruit ontstond het plan om een nieuwe terminal te bouwen. De veilinghal werd grondig gerenoveerd aan zowel de binnen- als de buitenkant. Er werd een geheel nieuw koelsysteem aangelegd, twee nieuwe sluizen met deuren die snel open en dicht konden zodat de temperatuur op peil gehouden kon worden. In april 2008 werd het in gebruik genomen. Het project kreeg financiële steun van de EU. Dat jaar werd in de buitenste haven ook begonnen met de bouw van een nieuwe kade van 170 meter lang, 9 meter diep en een 20 meter brede RO-RO-helling voor mobiele goederen. Het totale terrein voor opslag van goederen bedraagt 5000 m² en is verbonden met het bedrijventerrein van 90.000 m². De belangrijkste entrepreneur was C.G. Jensen en die leverde het project op in 2009. In mei 2010 werd begonnen met het uitdiepen van het Østbassin met 1 tot 9 meter. Hierdoor kunnen ook de grotere vissersschepen met volle last de haven van Skagen binnenvaren en de goederen lossen.

## Belangrijke bedrijven
- Skagen Havn A/S
- Karstensens Skibsværft A/S
- Serviceteam Skagen Havn
- Danish Yachts

## Overige transportverbindingen
- Goederenvervoer per spoor